# Spahn Ranch

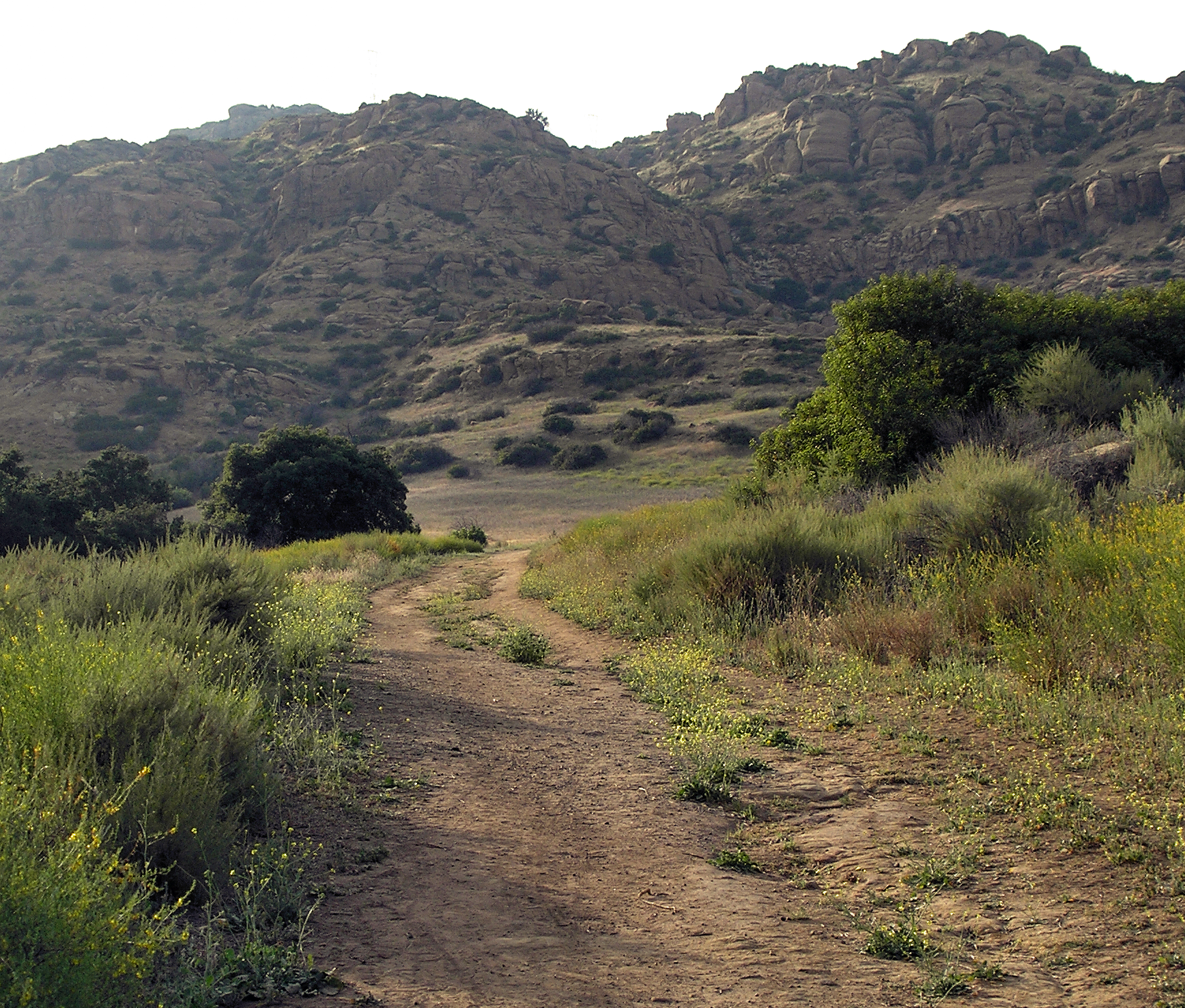
O Spahn Movie Ranch, com vista de parte da Old Santa Susana Stage Road.

Spahn Ranch, também conhecido como Spahn Movie Ranch, é uma propriedade rural de 500 acres (2km²) situada em 1200 Santa Susana Pass Road, Chatsworth, Montanhas Santa Susana, na Califórnia, Estados Unidos. 
O rancho é notório por ter sido o local em que Charles Manson e os integrantes de seu grupo, a Família Manson, habitaram no fim dos anos 1960, e de onde partiram para cometer os assassinatos que os tornariam conhecidos.
O rancho pertenceu anteriormente a Wiliam Hart, um ator do cinema mudo, e lá foram rodados filmes de faroeste como Duelo ao Sol, além de cenas de séries de TV como Bonanza e Zorro. Um cenário de cidade do velho oeste permaneceu no rancho até o local ser destruído num incêndio em novembro de 1970.
Spahn Ranch recebeu esse nome de um fazendeiro, George Spahn, que comprou a propriedade em 1948 e lá vivia em 1968, quando Charles Manson e seu grupo apareceram procurando um local onde pudessem viver. Manson arranjou para que uma de suas seguidoras, Lynette 'Squeaky' Fromme, trabalhasse nos afazeres domésticos da parte do rancho habitada por Spahn e fizesse sexo com ele em troca de moradia para o restante do grupo. Foi Spahn que deu a ela o apelido "Squeaky" ("gasguita"). 
Em 1976, Fromme seria condenada à prisão perpétua pela tentativa de assassinato do Presidente dos Estados Unidos, Gerald Ford. Depois de cumprir 34 anos de prisão, em 14 de agosto de 2009 foi libertada por boa conduta da prisão federal de Fort Worth, Texas.
George Spahn morreu em 22 de setembro de 1974, e sua antiga propriedade hoje pertence ao estado da Califórnia.